# 14. listopada
14. listopada (14. 10.) 287. je dan godine po gregorijanskom kalendaru (288. u prijestupnoj godini).
Do kraja godine ima još 78 dana.

## Događaji
- 1066. – Bitka kod Hastingsa, Normani pod vodstvom Vilima Osvajača porazile Saksonce pod vodstvom kralja Harolda II. koji je tu i poginuo.
- 1895. – car Franjo Josip I. svečano otvorio novu zgradu Hrvatskog narodnog kazališta u Zagrebu.
- 1918. – Frankovačka Stranka prava podnijela zahtjev za sazivom saborske sjednice na temu ukidanja Hrvatsko-ugarske nagodbe te proglašenja neovisnosti hrvatskog naroda.[1]
- 1964. – Mihail Suslov, siva eminencija SSSR-a, srušio je Hruščova i postavio Brežnjeva.
- 1968. – čovjek je prvi puta pretrčao 100 m za manje od 10 sekundi - 9,95 sec: Jim Hines, USA, pobjeda u finalu Olimpijskih igara u Mexico Cityiu.
- 1991. – Protjerano stanovništvo Iloka; pod kontrolom promatračke misije Europske zajednice učinjen i poseban sporazum kojim se prognanici "odriču" svoje imovine u korist Republike Srpske Krajine.

| - 1784. – Ferdinand VII., španjolski kralj († 1833.) - 1862. – Artur Gavazzi hrvatski zemljopisac talijanskog porijekla - 1892. – Tito Strozzi, hrvatski glumac, redatelj i prevoditelj († 1970.) - 1882. – Éamon de Valera, irski političar i državnik († 1975.) - 1890. – Dwight D. Eisenhower, američki general, političar i predsjednik († 1969.) - 1906. – Hannah Arendt, njemački filozof († 1975.) - 1911. – Ivo Kozarčanin, hrvatski književnik († 1941.) - 1930. – Zlatko Madunić, hrvatski kazališni i filmski glumac († 1995.) - 1943. – Marin Kovačić, hrvatski nogometaš i nogometni trener († 2016.) - 1952. – Nikolaj Andrianov, ruski gimnastičar osvajač 15 olimpijskih medalja († 2011.) - 1963. – Lori Petty, američka filmska i televizijska glumica. - 1976. – Marko Glogović, hrvatski katolički svećenik - 1977. – Martina Validžić, hrvatska televizijska novinarka - 1978. – Usher, američki pjevač, plesač i glumac - 1983. – Lin Dan, kineski igrač badmintona - 1984. – Federico Coppitelli, talijanski nogometni trener - 1985. – Ivan Pernar, hrvatski političar i aktivist | - 1944. – Erwin Rommel, njemački feldmaršal i vojskovođa - 1977. – Bing Crosby, američki pjevač i glumac (* 1904.) - 1990. – Leonard Bernstein, američki skladatelj, pijanist i dirigent (* 1918.) - 2018. – Milena Dravić, proslavljena srpska glumica, supruga Dragana Nikolića (* 1940.) |